# Тарея (посёлок)
Тарея — посёлок в Чунском районе Иркутской области России. Входит в состав Таргизского муниципального образования.

## География
Находится примерно в 68 км к югу от районного центра на станции Торея.

### Внутреннее деление
Состоит из 7 улиц:
- Вокзальная
- Зональная
- Октябрьская
- Первомайская
- Станционная
- Школьная 1-я
- Школьная 2-я

## История
Посёлок и станция Тарея основаны в 1958 году.

## Население
| 2002 | 2010 | 2011 | 2012 |
| ---- | ---- | ---- | ---- |
| 69   | ↘51  | →51  | →51  |

По данным Всероссийской переписи, в 2010 году в посёлке проживал 51 человек.

## Инфраструктура
Путевое хозяйство. Действует железнодорожная станция Торея.

## Транспорт
Автомобильный и железнодорожный транспорт.
Проходит региональная дорога 25Н-124 «Тайшет — Чунский — Братск».